# Герб Домініканської Республіки
Герб Домініка́нської Респу́бліки — офіційний геральдичний символ острівної держави карибського басейну Домініканська Республіка. Герб було прийнято 1844 року, після здобуття Домініканою незалежності, а теперішній його вигляд затверджено 1896 року.
Герб Домініканської Республіки являє собою щит, на якому розміщені релігійні символи. Це Біблія, відкрита на першій главі Євангелія від Івана, який читає «Y la verdad nos hara libres» («І правда повинна звільнити Вас»), і християнський хрест. Вони обрамлені двома парами національних прапорів Домініканської Республіки і двома списами. Хрест є символом незалежності, звільнення від колоніальної залежності Домініканської Республіки, а списи символізують перемоги домініканців над іноземними окупантами. Щит оточують пальмові та лаврові гілки, зв'язаних синьо-червоними стрічками (пальма є символом миру, а лавр — слави й перемог).
Над щитом розміщена стрічка з гаслом борців за незалежність, яке згодом стало національним девізом: «Бог, Батьківщина, Свобода» (ісп. «Dios, Patria, Libertad»). Під щитом — стрічка із назвою країни іспанською мовою (Republika Dominicana). Колір цих стрічок — синій та червоний — відповідає кольору національного прапора.
Також герб Домініканської Республіки є частиною композиції прапора держави.